# Rábapordány, Győr-Moson-Sopron
Rábapordány  este un sat în districtul Csorna, județul Győr-Moson-Sopron, Ungaria, având o populație de 1.087 de locuitori (2011). 

## Demografie
Componența etnică a satului Rábapordány
     Maghiari (98,98%)
     Alții (1,02%)
Componența confesională a satului Rábapordány
     Fără religie (1,47%)
     Reformați (1,01%)
     Luterani (1,01%)
     Necunoscută (96,5%)
Conform recensământului din 2011, satul Rábapordány avea 1.087 de locuitori. Din punct de vedere etnic, majoritatea locuitorilor (98,98%) erau maghiari. Nu există o religie majoritară, locuitorii fiind persoane fără religie (1,47%), luterani (1,01%) și reformați (1,01%). Pentru 96,5% din locuitori nu este cunoscută apartenența confesională.